# Classe Tiger (incrociatore)
La classe Tiger fu l'ultima classe di incrociatori appartenenti alla Royal Navy. La classe venne impostata durante la seconda guerra mondiale, derivata dalla classe Minotaur di incrociatori leggeri. Due navi vennero convertite in incrociatori portaelicotteri, che potevano portare inizialmente quattro Westland Wessex, poi tre Sea King antisommergibili. Venne ipotizzato l'uso di una di esse durante la guerra delle Falkland, ma considerazioni sulla sicurezza fecero sì che, nonostante sia la Blake che la Tiger fossero state poste in bacino e revisionate, il progetto rimanesse inattuato. Le navi vennero offerte al Cile che nonostante un apparente interesse iniziale, non le acquistò.

## Navi
La HMS Hawke venne iniziata nel 1943, il suo scafo, le macchine le caldaie e 3 torrette triple Mk 24 DP da 6" erano largamente completi quando venne cancellata nel 1945 e smantellata sullo scalo. Le altre vennero completate e servirono in ruolo attivo.
| Pennant | Nome                       | (a) Costruttore dello scafo (b) Costruttori dei motori | Ordinato | Impostato      | Varato           | Accettato   | In servizio    | Radiato        | Costi di costruzione stimati |
| ------- | -------------------------- | --- | -------- | -------------- | ---------------- | ----------- | -------------- | -------------- | ---------------------------- |
| C20     | Tiger (ex-Bellerophon)     | (a) & (b) John Brown and Co Ltd, Clydebank. |          | 1 ottobre 1941 | 25 ottobre 1945  | marzo 1959  | 18 marzo 1959  | 20 aprile 1978 | £12,820,000                  |
| C34     | Lion (ex-Defence)          | (a) Scotts Shipbuilding & Engineering Co Ltd, Greenock (to launching stage) (a) Swan, Hunter & Wigham Richardson Ltd, Wallsend-on-Tyne (for completion) (b) Scotts Shipbuilding & Engineering Co Ltd, Greenock (b) The Wallsend Slipway & Engineering Co Ltd, Wallsend-on-Tyne (for completion). |          | 24 giugno 1942 | 2 settembre 1944 | luglio 1960 | 20 luglio 1960 | dicembre 1972  | £14,375,000                  |
| C99     | Blake (ex-Tiger, ex-Blake) | (a) & (b) The Fairfield Shipbuilding and Engineering Co Ltd, Govan, Glasgow. |          | 17 agosto 1942 | 20 dicembre 1945 | marzo 1961  | 8 marzo 1961   | dicembre 1979  | £14,940,000                  |